# Сантин, Пьетро
Пьетро Сантин (итал. Pietro Santin; 6 сентября 1933, Ровиньо, Истрия, Италия (ныне Ровинь в Хорватии) — 29 декабря 2017, Кава-де-Тиррени, Кампания, Италия) — итальянский футболист, полузащитник, и футбольный тренер.

## Биография
Воспитанник клуба «Кавезе», в нём же начал взрослую карьеру в 1952 году. Выступал на взрослом уровне в течение восемнадцати сезонов, в основном в низших дивизионах, сыграл за это время около 350 матчей.
В Серии А провёл один сезон — 1957/58 в составе клуба «СПАЛ», сыграл 14 матчей и забил один гол, в ворота «Наполи».
С середины 1960-х годов начал тренерскую карьеру, был играющим тренером в нескольких клубах. В 1970 году завершил игровую карьеру и сосредоточился на тренерской работе. Работал в основном с клубами низших дивизионов. В 1980 году возглавил «Кавезе» и вывел его из Серии С1 в Серию B. Добился исторической выездной победы над «Миланом» 7 ноября 1982 года (2:1). На следующий сезон возглавлял «Наполи» в Серии А.
Завершил тренерскую карьеру в 2006 году. В последние годы жизни был почётным президентом «Кавезе».
Скончался 29 декабря 2017 года на 85-м году жизни.

## Достижения (как тренер)
- Победа в Серии С1: 1980/81 («Кавезе»)
- Победа в Серии D: 1971/72 («Юве Стабия»)
- Чемпион Италии среди любителей: 1992/93 («Баттипальезе»), 1996/97 («Нардо»)